# Crémant de Bordeus
El crémant de Bordeus és un vi escumós amb denominació d'origen de la regió vinícola de Bordeus. Es tracta de vins blancs escumosos (realitzats amb almenys un 70% de les varietats principals) i rosats també escumosos, amb una segona fermentació en ampolla. Com el xampany, els crémants poden ser bruts, semisecs o dolços, segons la quantitat de sucre afegit.
La producció es realitza en espones naturals de les ribes dels rius Garona i Dordonya. La recollida de raïm es desenvolupa de manera exclusivament manual en caixes. Les diferents fases d'elaboració també estan regulades: premsat, fermentació, creació d'escuma en ampolla i degollament. Només els raïms de la denominació Bordeus poden servir de matèria primera a la vinificació. La fermentació s'ha de desenvolupar a la regió. D'altra banda, el crémant de Bordeus ha de tenir una maduració en ampolla surlies d'almenys nou mesos.
Per als crémants rosats s'utilitza: cabernet sauvignon, cabernet franc, merlot negre, petit verdot, carménère i malbec. Per als blancs les varietats principals són: sémillon, sauvignon blanc i muscadelle, i les varietats secundàries (amb un límit del 30%): merlot blanc, colombard, mauzac, ondenc i trebbiano. Els crémants blancs són, gràcies al sémillon i el sauvignon, vins frescos, i els crémants rosats són afruitats, elegants i fins.